# ألبرت إف. نورتن
ألبرت إف. نورتن هو محامي وسياسي أمريكي، ولد في 7 نوفمبر 1774 في غوشين في الولايات المتحدة، وتوفي في 11 مايو 1851. نشط حزبياً في الحزب الديمقراطي. وقد انتخب عضو جمعية ولاية نيويورك ‏ وانتخب عضو مجلس النواب الأمريكي ‏.